# Колодзейчик, Пётр
Пётр Францишек Колодзейчик (пол. Piotr Franciszek Kołodziejczyk; 8 июня 1939, Познань — 2 сентября 2019) — польский военный и государственный деятель, вице-адмирал, командующий Военно-морскими силами Польши в 1986 — 1989 годах, министр национальной обороны Польши в июле 1990 — декабре 1991 года и в октябре 1993 — ноябре 1994 года. Последний польский министр обороны, имеющий воинское звание.

## Биография
С 1956 до 1992 года служба в Вооруженных Силах Польши.
С 1956 по 1960 год слушатель Высшей Военно-Морской Школы в Гдыне (в настоящее время — Академия Военно-морских сил им. Героев Вестерплатте), после окончания которой получил воинское звание подпоручика ВМС и специальность инженера-навигатора.
С 1960 года служил на торпедных катерах проекта 183 в 3-й Бригаде торпедных катеров в Гдыне: в составе экипажей ORP «KT-83», «KT-87» и в качестве командира ORP «KT-88».
В 1962 году окончил Каспийское высшее военно-морское Краснознамённое училище имени С. М. Кирова в Баку (в настоящее время — Азербайджанское высшее военно-морское училище). Переведен на ракетные катера проекта 205. Командир ракетно-артиллерийской части на ORP «Hel», заместитель командира корабля и командир корабля на ORP «Elbląg».
В 1973 году окончил Военно-морскую орденов Ленина и Ушакова академию в Ленинграде (в настоящее время — Военно-морская орденов Ленина, Октябрьской Революции и Ушакова академия имени Адмирала Флота Советского Союза Н. Г. Кузнецова).
В 1973 — 1977 годах служил в штабе ВМС в Гдыне на должностях помощника начальника отдела, заместителя начальника отдела, начальника отдела Департамента разведки.
С 1977 по 1978 год командовал отдельной группой польских Вооруженных Сил в составе миротворческих сил ООН на Голанских высотах.
В 1980 году окончил Военную ордена Ленина Краснознамённую ордена Суворова академию Генерального штаба Вооружённых Сил СССР имени К. Е. Ворошилова в Москве (в настоящее время — Военная ордена Ленина, Краснознамённая, орденов Суворова и Кутузова академия Генерального штаба Вооружённых Сил Российской Федерации).
В 1980 году назначен командующим 3-й Флотилией кораблей имени Командора Болеслава Романовского в Гдыне.
С 1983 года — начальник штаба — первый заместитель командующего ВМС Польши.
В 1986 — 1989 годах — командующий ВМС Польши.
С конца 1989 года — начальник Главного управления воспитательной работы Войска Польского.
В 1984 году присвоено воинское звание контр-адмирала, в 1989 году — вице-адмирала.
В 1989—1991 годах депутат Сейма ПНР 10 созыва от ПОРП. После распада ПОРП входил в состав Клуба военных депутатов.
С 6 июля 1990 года по 5 декабря 1991 года беспартийный Министр национальной обороны Польши в правительствах Тадеуша Мазовецкого и Яна Кшиштофа Белецкого.
Планировался на должность генерального инспектора Вооруженных Сил Польши, но после передачи полномочий министра обороны Яну Парысу был им, вопреки воле Президента Польши Леха Валенсы уволен с военной службы в запас, что сделало невозможным данное назначение и стало началом конфликта между президентом и министром обороны. Генеральная Инспекция Вооруженных Сил Польши так и не была создана.
С 26 октября 1993 года по 10 ноября 1994 года беспартийный министр национальной обороны Польши в правительстве Вальдемара Павляка.
Отправлен в отставку после затяжного конфликта с Президентом Польши Лехом Валенсой и начальником Генерального штаба Войска Польского генералом Тадеушем Вилецким.
Во второй половине 90-х годов был связан с партией Уния свободы, от которой в 1998 году неудачно баллотировался в сеймик Поморского воеводства.
Владел русским языком.

## Награды
- Командорский крест ордена «Возрождения Польши»
- Рыцарский крест ордена «Возрождения Польши»
- Золотой Крест Заслуги
- Золотая медаль «Вооружённые силы на службе Родине»
- Серебряная медаль «Вооружённые силы на службе Родине»
- Золотая медаль «За заслуги при защите страны»
- Серебряная медаль «За заслуги при защите страны»
- Бронзовая медаль «За заслуги при защите страны»
- Медаль ООН «В Службе мира» за участие в миссии ООН по разделению войск на Голанских высотах